# Dalbergia intibucana
Dalbergia intibucana é uma espécie vegetal da família Fabaceae.
Apenas pode ser encontrada no seguinte país: Honduras.